# Nick Kyrgios
Nicholas Hilmy "Nick" Kyrgios [ˈkɪriɒs], född den 27 april 1995 i Canberra, är en australisk professionell tennisspelare.
I september 2019 blev han rankad 27:a i världen av ATP (Association of Tennis Professionals) och var den högst rankade australiensaren på ATP-rankingarna. Kyrgios har vunnit sex ATP-titlar och har nått åtta ATP-finaler, inklusive 2017 års Cincinnati Masters.
Under sin ungdomskarriär vann Kyrgios singelklassen för pojkar i Australiska öppna 2013 och dubbelklassen för pojkar i Wimbledon 2013. Hans professionella karriär består av två utmärkande och speciella prestationer. Han nådde kvartsfinalen i Wimbledons singelklass 2014 där han lyckades besegra den dåvarande världsettan Rafael Nadal och den trettonderankade Richard Gasquet på vägen. Året efter i Australiska öppna lyckades han nå kvartsfinalen även där. Kyrgios är blott den tredje spelaren som lyckats vinna över Rafael Nadal, Roger Federer och Novak Djokovic första gången han mötte var och en. Tidigare har endast Dominik Hrbaty och Lleyton Hewitt lyckats med samma sak.
Kyrgios har ett rykte om sig att vara en talangfull men livlig spelare som ofta hamnar i trubbel för sitt uppförande på banan. Den 15 augusti 2019 fick Kyrgios böta 113 000 dollar för sitt uppförande vid Cincinnati Masters. Boten utgör ett ATP-rekord.

## Privatliv
Kyrgios är född i Canberra, Australien och är son till en grekisk pappa vid namn Giorgos och till en malaysisk mamma vid namn Norlaila. Hans pappa är en egenföretagande husmålare och hans mamma är en dataingenjör. Hans mamma föddes i Malaysia som en medlem av Selangors kungafamilj, men tappade titeln som prinsessa när hon flyttade till Australien i tjugoårsåldern. Han har två syskon. En bror vid namn Christos och en syster vid namn Halimah. Kyrgios gick på Radford College i Canberra tills det åttonde året och slutförde sin tolvåriga utbildning 2012 på Daramalan College i Canberra. Han är en grekisk ortodox kristen och bär alltid ett guldhalsband med ett kors på.
Kyrgios var en lovande basketbollspelare som representerade Australian Capital Territory  och Australien i sina tidiga tonår innan han valde att fokusera enbart på tennis när han var fjorton år. Två år senare fick han fullt stipendium på Australian Institute of Sport, där han kunde vidareutveckla sin tennis. Under 2013 förflyttade Kyrgios sin träningsbas från Canberra till Melbourne Park för att kunna fortsätta sin karriär med bättre anläggningar och sparringpartners. Året efter annonserade Tennis ACT en 27 miljoner dollars ombyggnad av Lyneham Tennis Center i Canberra för att locka tillbaka Kyrgios och för att vara en Davis Cup och Fed Cup värd själva. Kyrgios bekräftade i januari 2015 att han skulle återvända hem och bosätta sig i Canberra. Han donerade också 10 000 dollar till ombyggnaden av Lyneham Tennis Center.
Kyrgios är ett entusiastiskt fan av Boston Celtics i NBA och Tottenham Hotspur i Engelska fotbollens Premier League. Hans sportidol är NBA spelaren Kevin Garnett. Hans idoler under hans uppväxt var Roger Federer, Jo-Wilfried Tsonga, LeBron James och Michael Jordan. Kyrgios är också en supporter av North Melbourne Kangaroos Football Club i Australian Football League.
I slutet av 2017 visade Kyrgios intresse för kryptovaluta, mer specifikt en australisk initial myntfinansiering.
Kyrgios var i ett förhållande med den kroatiska-australiska tennisspelaren Ajla Tomljanović. De gjorde slut under en period efter hans förlust i Wimbledon 2017. Anledningen var att Kyrgios hade blivit fotograferad när han dansade och festade tillsammans med andra kvinnliga tennisspelare. Kyrgios bekräftade att de var tillsammans igen vid Australiska öppna 2018.